# مقاطعة تشارلز سيتي (فرجينيا)
 مقاطعة تشارلز سيتي  (بالإنجليزية:  Charles City County)‏ هي إحدى المقاطعات في ولاية فيرجينيا في الولايات المتحدة الأمريكية.

## أعلام
- كارتر باسيت هاريسون
- بنجامين هاريسون الخامس
- جون تايلر
- ليون جاردينر تايلر
- مارثا جيفرسون
- ديفيد جاردنر تايلر